# Campionati tedeschi di sci alpino 1972
Ai Campionati tedeschi di sci alpino 1972 furono assegnati i titoli di slalom gigante e slalom speciale, sia maschili sia femminili.

## Risultati
| Specialità      | Uomini               | Donne            |
| --------------- | -------------------- | ---------------- |
| Slalom gigante  | Alfred Hagn          | Rosi Speiser     |
| Slalom speciale | Christian Neureuther | Rosi Mittermaier |